# Winthemia rufilatera
Winthemia rufilatera là một loài ruồi trong họ Tachinidae.